# ميثاق بورا
ميثاق بورا هو مجموعة من المبادئ الأساسيّة والإجراءات المُتَّبَعة في الحفاظ المعماري على أماكن التراث في أستراليا. يقبل هذا الميثاق بإعادة البناء عندما يتعلّق الأمر بعُرف أو بعادة تُبقي على القيمة الثقافيّة، لكنه يوصي بمنهجيّة حذرة أمام التغيير. كما ينص الميثاق على إجراءات مناسبة لصنع القرار ويكفل إشراك المجموعات الثقافيّة المتأثّرة بالقرارات.
لقد انبثق ميثاق بورا عن مؤتمر عُقِد عام 1979 للمجلس الدولي للمعالم والمواقع (إيكوموس) - أستراليا في مدينة بورا التاريخيّة في ولاية جنوب أستراليا، حيث أُطلق عليه بدايةً ميثاق إيكوموس الأسترالي للحفاظ على الأماكن ذات الأهميّة الثقافيّة، وتم اختصاره باسم ميثاق بورا. ولقد قَبِل بفلسفة ومفاهيم ميثاق البندقية للمجلس الدولي للمعالم والمواقع لعام 1964، لكنه كتبها في شكل عملي ومفيد لأستراليا. ولقد تمت مراجعة الميثاق عام 1999، كما تبنّاه مجلس التراث الأسترالي في 2004، ثم لاحقًا عدة مجالس محليّة للتراث كما في كوينزلاند، فيكتوريا، وقد أوصت به أيضًا كل من مجالس التراث في أستراليا الغربية وتسمانيا.
تم اعتماده للأماكن ذات الأهميّة الثقافيّة عام 2013 ليكون دليلاً لأفضل الممارسات في حفظ التراث الثقافي وإدارته.

## التعريفات
حدّد الميثاق ثلاثة مستويات لإصلاح المنشآت التراثيّة:
- المحافظة: الحفاظ على مكان في حالته الحالية ومنع المزيد من التدهور.

- الترميم: إعادة مكان إلى حالة سابقة معروفة عن طريق إزالة التراكمات أو عن طريق إعادة تجميع العناصر الموجودة دون إدخال مواد جديدة.

- إعادة البناء: إعادة مكان إلى حالة سابقة معروفة بشكل مختلف عن الترميم من خلال إدخال مواد جديدة.

## وصلات خارجية
- فهم لميثاق بورا، خبراء من إيكوموس - أستراليا يوضحون مبادئ الحفاظ على التراث. (بالإنجليزية)
- مساق الحفاظ المعماري، قسم الهندسة المعماريّة - الجامعة الإسلاميّة غزة